# Aya Ichaoui
Aya Ichaoui (ur. 2004) – tunezyjska zapaśniczka walcząca w stylu wolnym. Srebrna medalistka mistrzostw Afryki w 2024. Mistrzyni Afryki juniorów w 2022 i druga w 2023 roku.